# من جادوگر نیستم
من جادوگر نیستم یک فیلم درام به کارگردانی رونگانو نیونی است. این فیلم برای رقابت در بخش دو هفته کارگردانان هفتادمین جشنواره فیلم کن انتخاب شد.